# 은하철도 999 (사운드트랙)
은하철도 999(銀河鉄道999)는 1992년 8월 21일에 발매된 음반으로 1978년부터 1981년까지 일본의 방송 후지 TV를 통하여 방영된 만화 영화 은하철도 999의 노래 및 배경 음악을 수록하고 있는 사운드 트랙이다.

## 수록곡

### 노래
1. 銀河鐵道999 (佐佐木功, 杉竝兒童合唱團)
2. 靑い地球 (佐佐木功, 杉竝兒童合唱團)
3. ぼくの行く道 (佐佐木功, こおろぎ’73)
4. 夢のスリ─ナイン號 (佐佐木功, 杉竝兒童合唱團)
5. ふ·る·さ·と (渡邊直子, 杉竝兒童合唱團)
6. 目をとじて (佐佐木功)
7. 銀河哀歌 (エレジ─) (佐佐木功, こおろぎ'73)
8. 人生の停車驛 (mojo)
9. ぼくのメ─テル (佐佐木功)
10. 鐵郎の子守唄 (渡邊直子, ザ·チャ─プス)
11. 想い出なみだ色 (かおりくみこ)
12. 遙かな母への讚歌 (しまざき由理)
13. あこがれへの旅 (ピ─カブ─)

### 배경 음악
1. 過ぎ去りし時間
2. 旅のいざない
3. 暗躍する惡しき者たち
4. 闇の誘惑
5. 戰い, そして再び
6. たそがれの想い
7. わかれの夢

## 같이 보기
- 은하철도 999